# Município Quela
Município Quela är en kommun i Angola.   Den ligger i provinsen Malanje, i den norra delen av landet, 400 km öster om huvudstaden Luanda.
I omgivningarna runt Município Quela växer huvudsakligen savannskog. Runt Município Quela är det glesbefolkat, med 15 invånare per kvadratkilometer.